# Nederlandse kampioenschappen zwemmen 1940
De Nederlandse kampioenschappen zwemmen 1940 werden gehouden op 17 en 18 augustus 1940 in Zaandam, Nederland.
Bij de waterpolowedstrijden won het Nederlands zevental met 5-3 van het Nederlands jeugdzevental.

## Zwemmen

### Mannen
| Afstand:           | Goud:                                                               | Tijd    | Zilver:                 | Tijd    | Brons:                         | Tijd    |
| 100 m vrije slag   | Joop van Merkesteyn De Dolfijn                                      | 1.02,5  | Stans Scheffer DJK      | 1.03,0  | Dolf van der Kuil SZC          | 1.03,1  |
| 400 m vrije slag   | Dolf van der Kuil SZC                                               | 5.12,2  | Bert Ramack RZC         | 5.19,9  | Joop van Merkesteyn De Dolfijn | 5.24,6  |
| 1500 m vrije slag  | Joop van Merkesteyn De Dolfijn                                      | 22.09,5 | Frits Ruimschotel HZ&PC | 22.18,2 | P. Swier VZV                   | 22.32,4 |
| 100 m rugslag      | Piet Metman Het Y                                                   | 1.12,1  | Dolf van Schouwen DJK   | 1.13,8  | Stans Scheffer DJK             | 1.14,8  |
| 200 m schoolslag   | Herman Smitshuijzen AZ '70                                          | 2.50,4  | Wim Seton Zian          | 3.00,8  | G. G. Gerkens Nereus           | 3.06,3  |
| 4x200 m vrije slag | HZ&PC Cees Pley Frans Borgman Brouwer Hans Thomas Frits Ruimschotel | 10.15,4 | DJK                     | 10.23,3 | Het Y                          | 10.24,7 |

### Vrouwen
| Afstand:           | Goud:                                                         | Tijd   | Zilver:                     | Tijd   | Brons:                     | Tijd   |
| 100 m vrije slag   | Rie van Veen RDZ                                              | 1.07,3 | Bep van Schaik De Meeuwen   | 1.09,1 | Alie Stijl De Meeuwen      | 1.09,2 |
| 400 m vrije slag   | Rie van Veen RDZ                                              | 5.42,2 | Bep van Schaik De Meeuwen   | 5.43,6 | Annie Veldhuijzen HZC      | 5.54,3 |
| 100 m rugslag      | Cor Kint Rotterdam                                            | 1.15,0 | Iet van Feggelen De Meeuwen | 1.16,9 | Dini Kerkmeester Rotterdam | 1.19,8 |
| 200 m schoolslag   | Jopie Waalberg ADZ                                            | 3.04,9 | Tonny Bijland HZC           | 3.10,2 | Coby Koster VZV            | 3.10,4 |
| 4x100 m vrije slag | RDZ Rie van Veen Bep Groenendijk Willy Soetekouw A. Minkhorst | 4.57,2 | De Meeuwen                  | 5.02,1 | Rotterdam                  | 5.10,8 |

## Schoonspringen

### Mannen
| Onderdeel: | Goud:                | Score  | Zilver:           | Score | Brons:               | Score |
| 3 m plank  | Henk Lotgering Het Y | 105,80 | Piet Koppelle AZC | 94,04 | Louis Gompers AZ '70 | 87,84 |

### Vrouwen
| Onderdeel: | Goud:            | Score | Zilver:               | Score | Brons:           | Score |
| 3 m plank  | Rie Muytjens ADZ | 78,97 | Jopie van Engelen HDZ | 78,80 | Gré de Hooge RDZ | 74,21 |

Langebaan (50 meter):

1920 ·
1921 ·
1922 ·
1923 ·
1924 ·
1925 ·
1926 ·
1927 ·
1928 ·
1929 ·
1930 ·
1931 ·
1932 ·
1933 ·
1934 ·
1935 ·
1936 ·
1937 ·
1938 ·
1939 ·
1940 ·
1941 ·
1942 ·
1943 ·
1944 ·
1945 ·
1946 ·
1947 ·
1948 ·
1949 ·
1950 ·
1951 ·
1952 ·
1953 ·
1954 ·
1955 ·
1956 ·
1957 ·
1958 ·
1959 ·
1960 ·
1961 ·
1962 ·
1963 ·
1964 ·
1965 ·
1966 ·
1967 ·
1968 ·
1969 ·
1970 ·
1971 ·
1972 ·
1973 ·
1974 ·
1975 ·
1976 ·
1977 ·
1978 ·
1979 ·
1980 ·
1981 ·
1982 ·
1983 ·
1984 ·
1985 ·
1986 ·
1987 ·
1988 ·
1989 ·
1990 ·
1991 ·
1992 ·
1993 ·
1994 ·
1995 ·
1996 ·
1997 ·
1998 ·
Amersfoort 1999 ·
Drachten 2000 ·
Eindhoven 2001 ·
Amersfoort 2002 ·
Amsterdam 2003 ·
Amsterdam 2004 ·
Amsterdam 2005 ·
Eindhoven 2006 ·
Amsterdam 2007 ·
Eindhoven 2008 ·
Eindhoven 2009 ·
Eindhoven 2010 ·
Eindhoven juni 2011 ·
Eindhoven december 2011 ·
Amsterdam 2012 ·
Eindhoven 2013 ·
Eindhoven 2014 ·
Eindhoven 2015 ·
Eindhoven 2016 ·
Eindhoven 2017 ·
Amersfoort 2018 ·
Amersfoort 2019 ·
2020 ·
2021 ·
Amersfoort 2022 ·
Amersfoort 2023 ·
Amersfoort 2024

Kortebaan (25 meter):

1980 ·
1981 ·
1982 ·
1983 ·
1984 ·
1985 ·
1986 ·
1987 ·
1988 ·
1989 ·
1990 ·
1991 ·
1992 ·
1993 ·
1994 ·
1995 ·
1996 ·
1997 ·
's-Hertogenbosch 1998 ·
Nieuwegein 1999 ·
Nieuwegein 2000 ·
Alphen aan den Rijn 2001 ·
Eindhoven 2002 ·
Drachten 2004 ·
Amsterdam 2005 ·
Drachten 2006 ·
Amsterdam 2007 ·
Amsterdam 2008 ·
Amsterdam 2009 ·
Amsterdam 2010 ·
Amsterdam 2012 ·
Dordrecht 2013 ·
Tilburg 2014 ·
Tilburg 2015 ·
Hoofddorp 2016 ·
Hoofddorp 2017 ·
Tilburg 2018 ·
Tilburg 2019 ·
2020 ·
Den Haag 2021 ·
Den Haag 2022 ·
Den Haag 2023